# Champagnat (Creuse)
Pour les articles homonymes, voir Champagnat.
Champagnat est une commune française située dans le département de la Creuse, en région Nouvelle-Aquitaine.

## Géographie

### Généralités

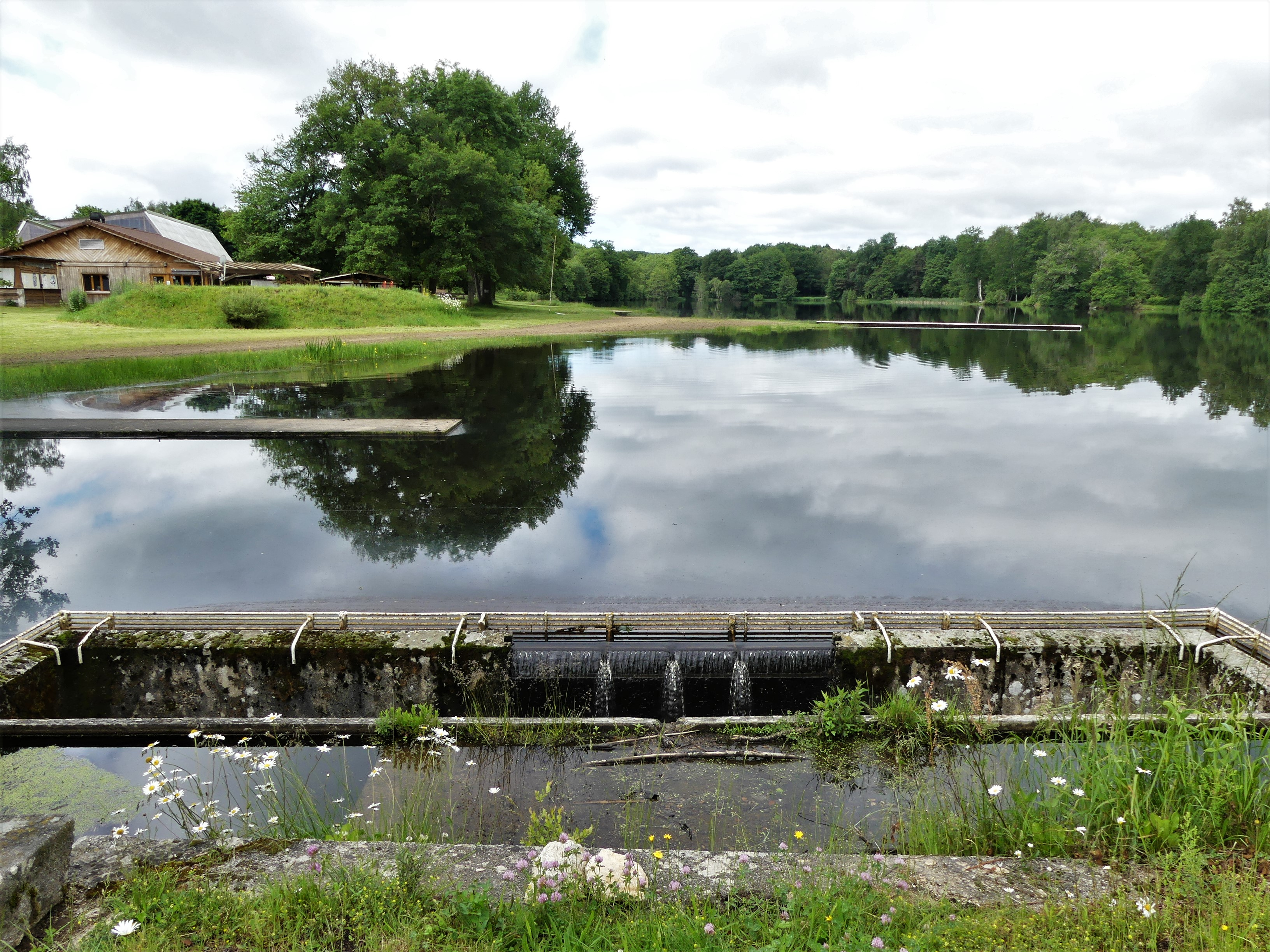
L'étang de la Naute à Champagnat.

La commune de Champagnat est située sur le trajet du méridien de Paris. Dans la moitié orientale du département de la Creuse, aux confins de la Haute Marche, de la Combraille et du Franc-Alleu, elle s'étend sur 28,82 km2. Elle est baignée par la Tardes qui borde la commune en deux endroits séparés : au sud-est sur un kilomètre et demi et au nord-est sur un kilomètre. Elle est également arrosée par ses affluents la Voueize, le ruisseau de Peyrudettes et le Bellegy, celui servant sur trois kilomètres en trois tronçons de limite naturelle à l'est, face aux communes de Saint-Domet et La Serre-Bussière-Vieille.
L'altitude minimale 436 mètres se trouve localisée à l'extrême nord-est, près du lieu-dit chez Chavet, là où la Tardes quitte la commune et entre sur celle de Saint-Domet. L'altitude maximale avec 663 mètres est située au sud-est, en limite de la commune de Bosroger.
À l'intersection des routes départementales (RD) 9 et 40, le bourg de Champagnat est situé, en distances orthodromiques, onze kilomètres au nord-est d'Aubusson et dix-sept kilomètres à l'ouest d'Auzances.
Le territoire communal est également desservi par les RD 19, 24, 40A et 993.

### Communes limitrophes
Champagnat est limitrophe de dix autres communes, dont La Chaussade au sud-ouest, sur moins de 200 mètres, et Saint-Maixant à l'ouest sur 400 mètres. Au sud, son territoire est distant de 200 mètres de celui de Bellegarde-en-Marche.
| Peyrat-la-Nonière, Puy-Malsignat | Saint-Domet              | La Serre-Bussière-Vieille |
| Saint-Maixant                    | Champagnat               | Mainsat                   |
| Bosroger, La Chaussade           | Saint-Silvain-Bellegarde | Lupersat                  |

### Climat
Pour des articles plus généraux, voir Climat de la Nouvelle-Aquitaine et Climat de la Creuse.
Historiquement, la commune est exposée à un climat montagnard.  
En 2020, Météo-France publie une typologie des climats de la France métropolitaine dans laquelle la commune est exposée à un climat de montagne et est dans la région climatique  Ouest et nord-ouest du Massif Central, caractérisée par une pluviométrie annuelle de 900 à 1 500 mm, maximale en automne et en hiver.
Pour la période 1971-2000, la température annuelle moyenne est de 9,8 °C, avec  une amplitude thermique annuelle de 15,3 °C. Le cumul annuel moyen de précipitations est de 971 mm, avec 12,2 jours de précipitations en janvier et 7,5 jours en juillet. Pour la période 1991-2020, la température moyenne annuelle observée sur la station météorologique la plus proche, située sur la commune de Lupersat à 7 km à vol d'oiseau, est de 10,8 °C et le cumul annuel moyen de précipitations est de 934,9 mm,. Pour l'avenir, les paramètres climatiques de la commune estimés pour 2050 selon différents scénarios d’émission de gaz à effet de serre sont consultables sur un site dédié publié par Météo-France en novembre 2022.

## Urbanisme

### Typologie
Au 1er janvier 2024, Champagnat est catégorisée commune rurale à habitat très dispersé, selon la nouvelle grille communale de densité à 7 niveaux définie par l'Insee en 2022.
Elle est située hors unité urbaine. Par ailleurs la commune fait partie de l'aire d'attraction d'Aubusson, dont elle est une commune de la couronne,. Cette aire, qui regroupe 34 communes, est catégorisée dans les aires de moins de 50 000 habitants,.

### Occupation des sols
L'occupation des sols de la commune, telle qu'elle ressort de la base de données européenne d’occupation biophysique des sols Corine Land Cover (CLC), est marquée par l'importance des territoires agricoles (77,3 % en 2018), une proportion identique à celle de 1990 (77,3 %). La répartition détaillée en 2018 est la suivante : 
prairies (66,3 %), forêts (22,2 %), zones agricoles hétérogènes (11,1 %), milieux à végétation arbustive et/ou herbacée (0,5 %). L'évolution de l’occupation des sols de la commune et de ses infrastructures peut être observée sur les différentes représentations cartographiques du territoire : la carte de Cassini (XVIIIe siècle), la carte d'état-major (1820-1866) et les cartes ou photos aériennes de l'IGN pour la période actuelle (1950 à aujourd'hui).

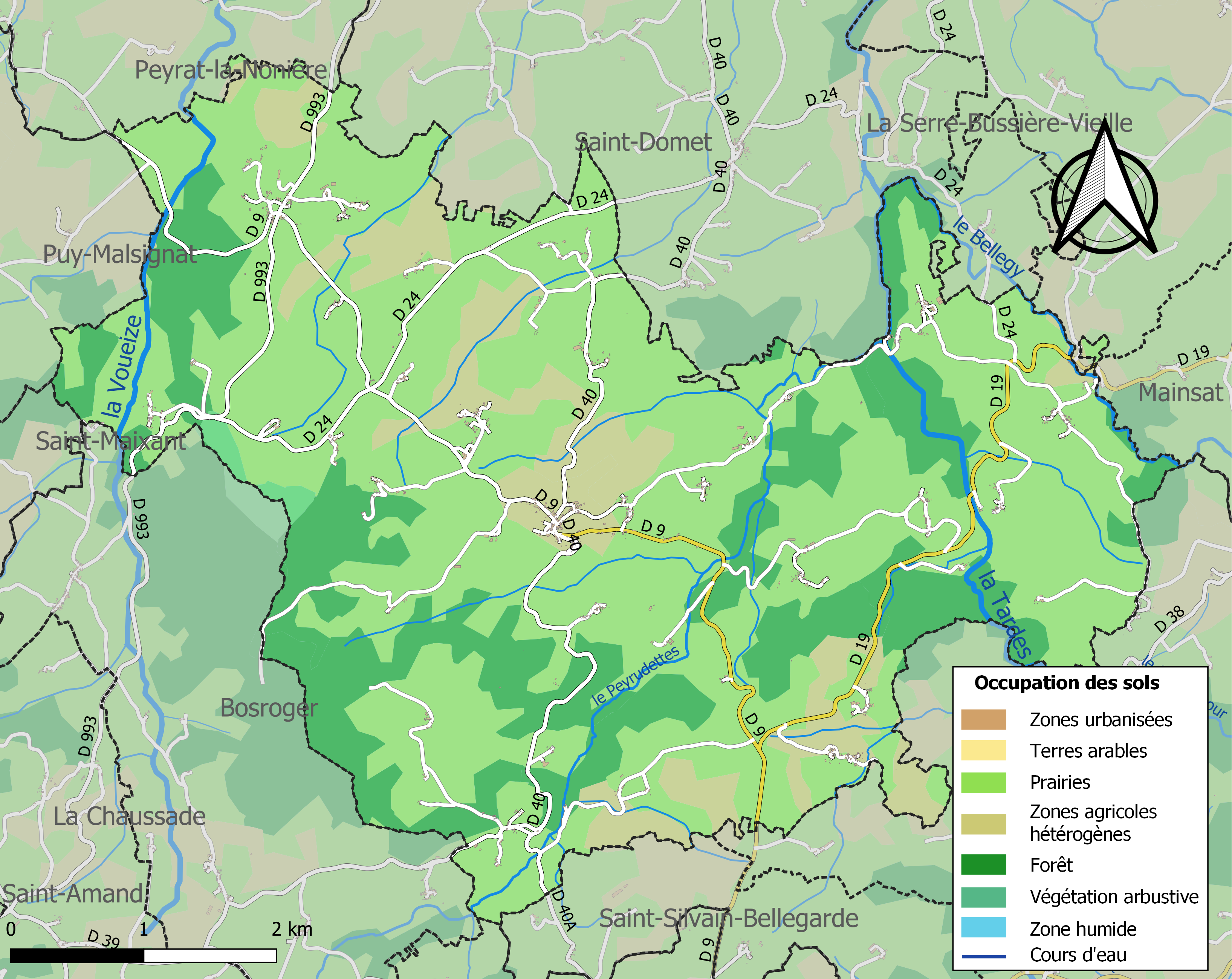
Carte des infrastructures et de l'occupation des sols de la commune en 2018 (CLC).

### Transports en commun
- Réseau TransCreuse

### Risques majeurs
Le territoire de la commune de Champagnat est vulnérable à différents aléas naturels : météorologiques (tempête, orage, neige, grand froid, canicule ou sécheresse) et séisme (sismicité faible). Il est également exposé à un risque particulier : le risque de radon. Un site publié par le BRGM permet d'évaluer simplement et rapidement les risques d'un bien localisé soit par son adresse soit par le numéro de sa parcelle.

#### Risques naturels

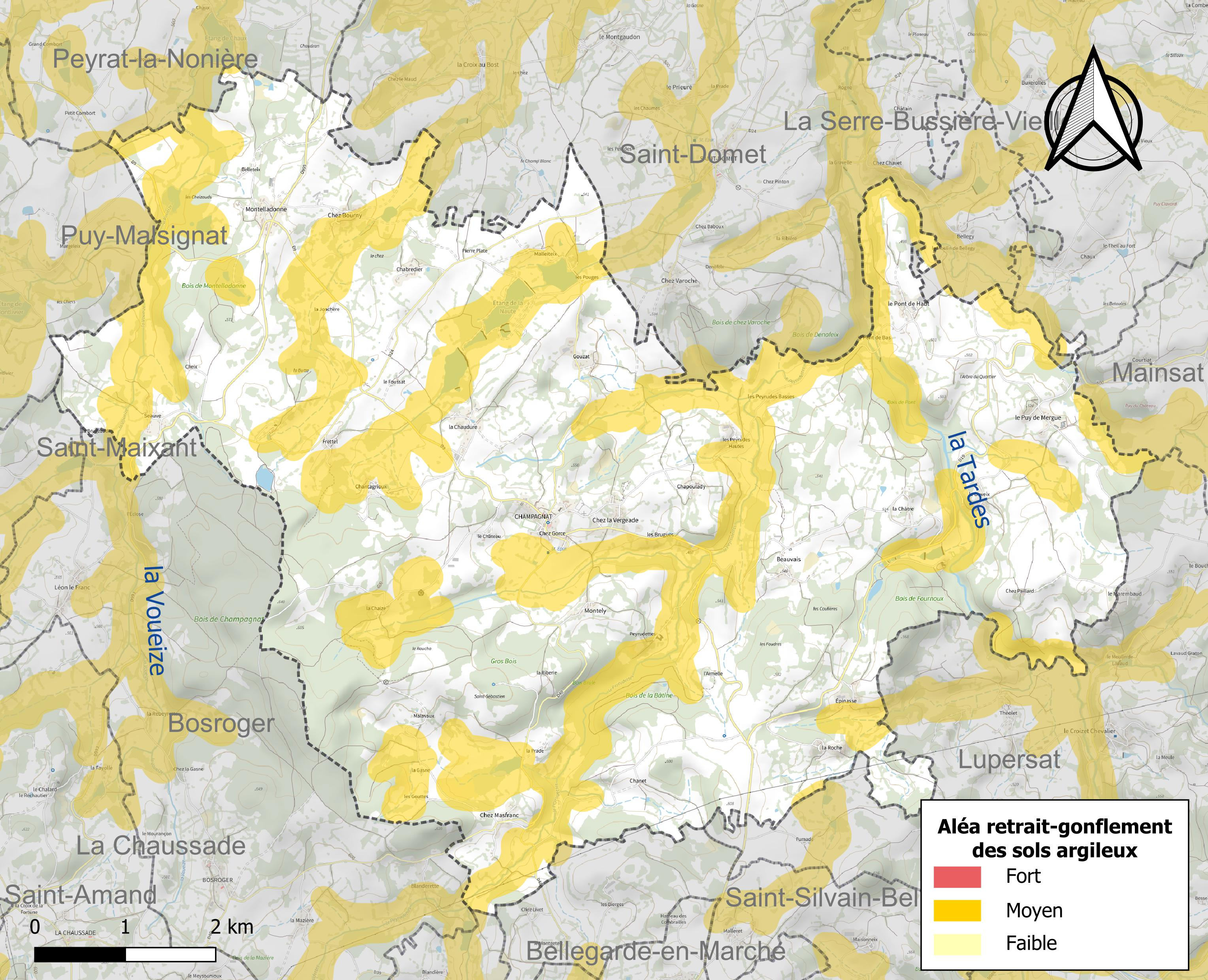
Carte des zones d'aléa retrait-gonflement des sols argileux de Champagnat.

Le retrait-gonflement des sols argileux est susceptible d'engendrer des dommages importants aux bâtiments en cas d’alternance de périodes de sécheresse et de pluie. 31,8 % de la superficie communale est en aléa moyen ou fort (33,6 % au niveau départemental et 48,5 % au niveau national). Sur les 367 bâtiments dénombrés sur la commune en 2019, 75 sont en aléa moyen ou fort, soit 20 %, à comparer aux 25 % au niveau départemental et 54 % au niveau national. Une cartographie de l'exposition du territoire national au retrait gonflement des sols argileux est disponible sur le site du BRGM,.
Par ailleurs, afin de mieux appréhender le risque d’affaissement de terrain, l'inventaire national des cavités souterraines permet de localiser celles situées sur la commune.
La commune a été reconnue en état de catastrophe naturelle au titre des dommages causés par les inondations et coulées de boue survenues en 1982 et 1999. Concernant les mouvements de terrains, la commune a été reconnue en état de catastrophe naturelle au titre des dommages causés par des mouvements de terrain en 1999.

#### Risque particulier
Dans plusieurs parties du territoire national, le radon, accumulé dans certains logements ou autres locaux, peut constituer une source significative d’exposition de la population aux rayonnements ionisants. Certaines communes du département sont concernées par le risque radon à un niveau plus ou moins élevé. Selon la classification de 2018, la commune de Champagnat est classée en zone 3, à savoir zone à potentiel radon significatif.

## Toponymie
Sur la carte de Cassini représentant la France entre 1756 et 1789, le village est identifié sous le nom de Champagniac.
La commune se nomme Champanhac en occitan.

## Histoire
Sur la route de Chénérailles, quelques kilomètres après le hameau de Montelladonne, se dresse une pierre levée (menhir ?), dite pierre de sainte Valérie, où la légende situe un miracle de la sainte limougeaude. Au hameau de la Chaize, au-dessus du village subsistent les restes d'un château féodal, bordé par les bois de Champagnat. Dans ces mêmes bois, surplombant toute la vallée, s'élèvent les restes d'une tour (de guet ?) d'où l'on obtient un point de vue de 15 à 20 km à la ronde.
Du Moyen Âge, l'église a conservé des restes de mâchicoulis, éléments des fortifications de l'édifice en ces temps troublés. Non loin de là se trouve un des rares calvaires creusois, daté de 1524, en granit du pays, représentant six personnages sur ses deux faces. On aperçoit encore quelques restes de peintures sur la pierre.
Le territoire communal a vu l'édification de plusieurs châteaux. Celui de Peyrudette (en direction de Bellegarde-en-Marche) a été la résidence de la famille de Saint-Julien, de 1380 jusqu'au 14 octobre 1786. Le château de Fournoux (propriété privée en direction de Mainsat) a connu la présence du philosophe et académicien Jean Guitton qui y a passé son enfance.

## Politique et administration

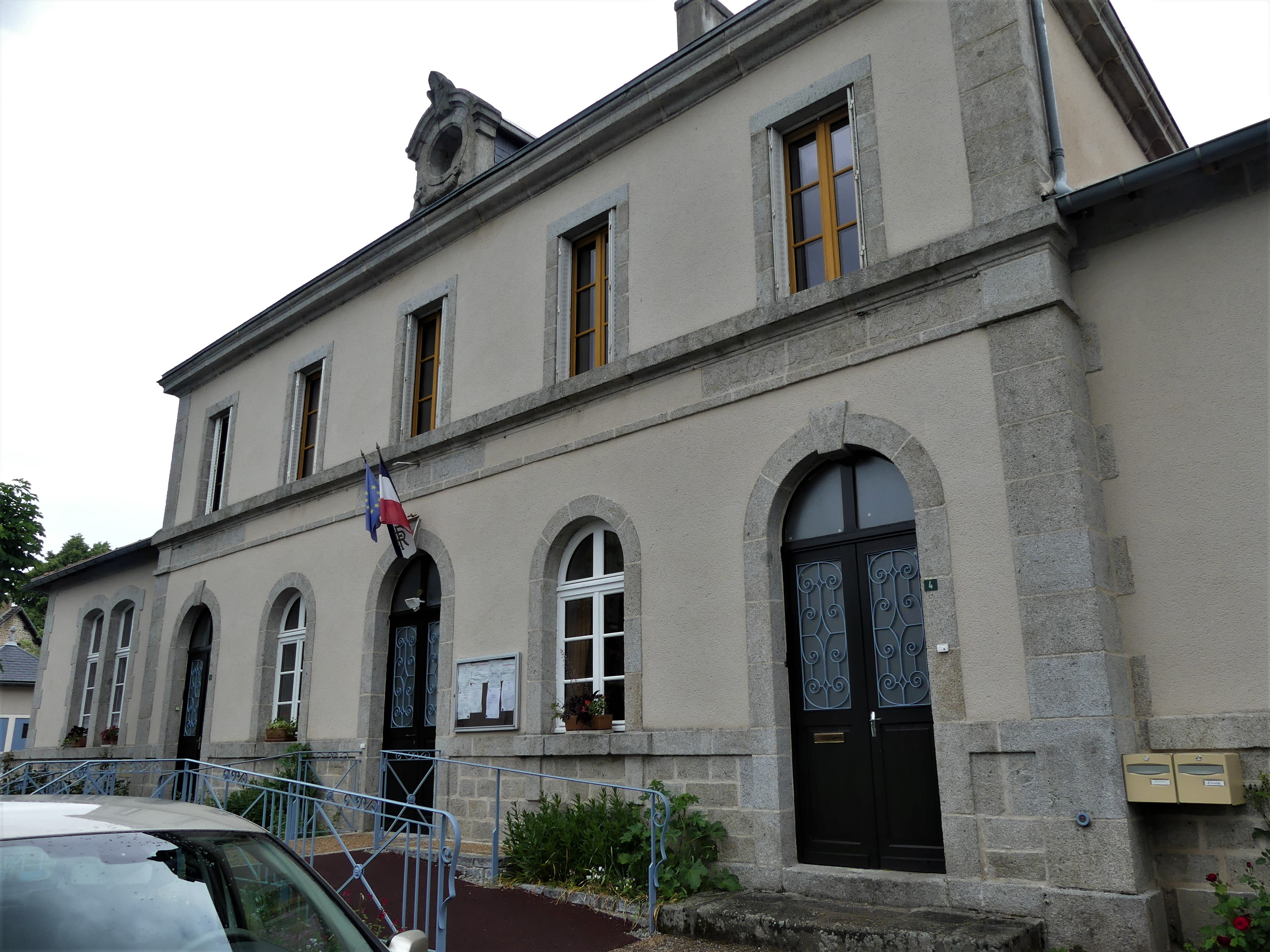
La mairie.

| Période                                  | Période  | Identité            | Étiquette | Qualité                    |
| ---------------------------------------- | -------- | ------------------- | --------- | -------------------------- |
| Les données manquantes sont à compléter. |          |                     |           |                            |
|                                          |          |                     |           |                            |
|                                          |          | Pierre Tabard       |           |                            |
| mars 2001 (réélu en mai 2020)            | En cours | Christian Échevarne | DVG       | Retraité de l'enseignement |

## Démographie
L'évolution du nombre d'habitants est connue à travers les recensements de la population effectués dans la commune depuis 1793. Pour les communes de moins de 10 000 habitants, une enquête de recensement portant sur toute la population est réalisée tous les cinq ans, les populations de référence des années intermédiaires étant quant à elles estimées par interpolation ou extrapolation. Pour la commune, le premier recensement exhaustif entrant dans le cadre du nouveau dispositif a été réalisé en 2004.

En 2022, la commune comptait 480 habitants, en évolution de +3,23 % par rapport à 2016 (Creuse : −3,32 %, France hors Mayotte : +2,11 %).
| 1793  | 1800  | 1806  | 1821  | 1831  | 1836  | 1841  | 1846  | 1851  |
| ----- | ----- | ----- | ----- | ----- | ----- | ----- | ----- | ----- |
| 1 650 | 1 332 | 1 499 | 1 871 | 1 980 | 1 963 | 1 952 | 1 919 | 1 966 |

| 1856  | 1861  | 1866  | 1872  | 1876  | 1881  | 1886  | 1891  | 1896  |
| ----- | ----- | ----- | ----- | ----- | ----- | ----- | ----- | ----- |
| 1 874 | 1 755 | 1 669 | 1 682 | 1 616 | 1 568 | 1 620 | 1 624 | 1 600 |

| 1901  | 1906  | 1911  | 1921  | 1926 | 1931 | 1936 | 1946 | 1954 |
| ----- | ----- | ----- | ----- | ---- | ---- | ---- | ---- | ---- |
| 1 610 | 1 641 | 1 448 | 1 146 | 994  | 980  | 940  | 813  | 732  |

| 1962 | 1968 | 1975 | 1982 | 1990 | 1999 | 2004 | 2006 | 2009 |
| ---- | ---- | ---- | ---- | ---- | ---- | ---- | ---- | ---- |
| 658  | 604  | 494  | 482  | 438  | 423  | 418  | 407  | 438  |

| 2014 | 2019 | 2022 | - | - | - | - | - | - |
| ---- | ---- | ---- | - | - | - | - | - | - |
| 460  | 471  | 480  | - | - | - | - | - | - |

## Culture locale et patrimoine

### Lieux et monuments
- L'église Saint-Martial[24] recèle une Vierge de Pitié ou Pietà datant du XVIIe siècle avec une très rare coiffe auvergnate. Cette statue est classée au titre des monuments historiques depuis 1933[25]. La châsse de l'église, chef-d'œuvre d'émail de Limoges, est conservée au Metropolitan Museum of Art de New York[26].
- Un des rares calvaires de la Creuse datant de 1524 se trouve près de l'église. Il comporte six personnages, trois de face et trois de dos. Des restes de polychromie sont encore visibles.
- Un menhir du Néolithique appelé « la Pierre Femme » est classé au titre des monuments historiques depuis 1910[27].
- Le château de Peyrudette, propriété privée, a été édifié au XVe siècle en remplacement d'un précédent édifice. Il est inscrit au titre des monuments historiques depuis 1989[28].
- Le château de Fournoux, propriété privée.

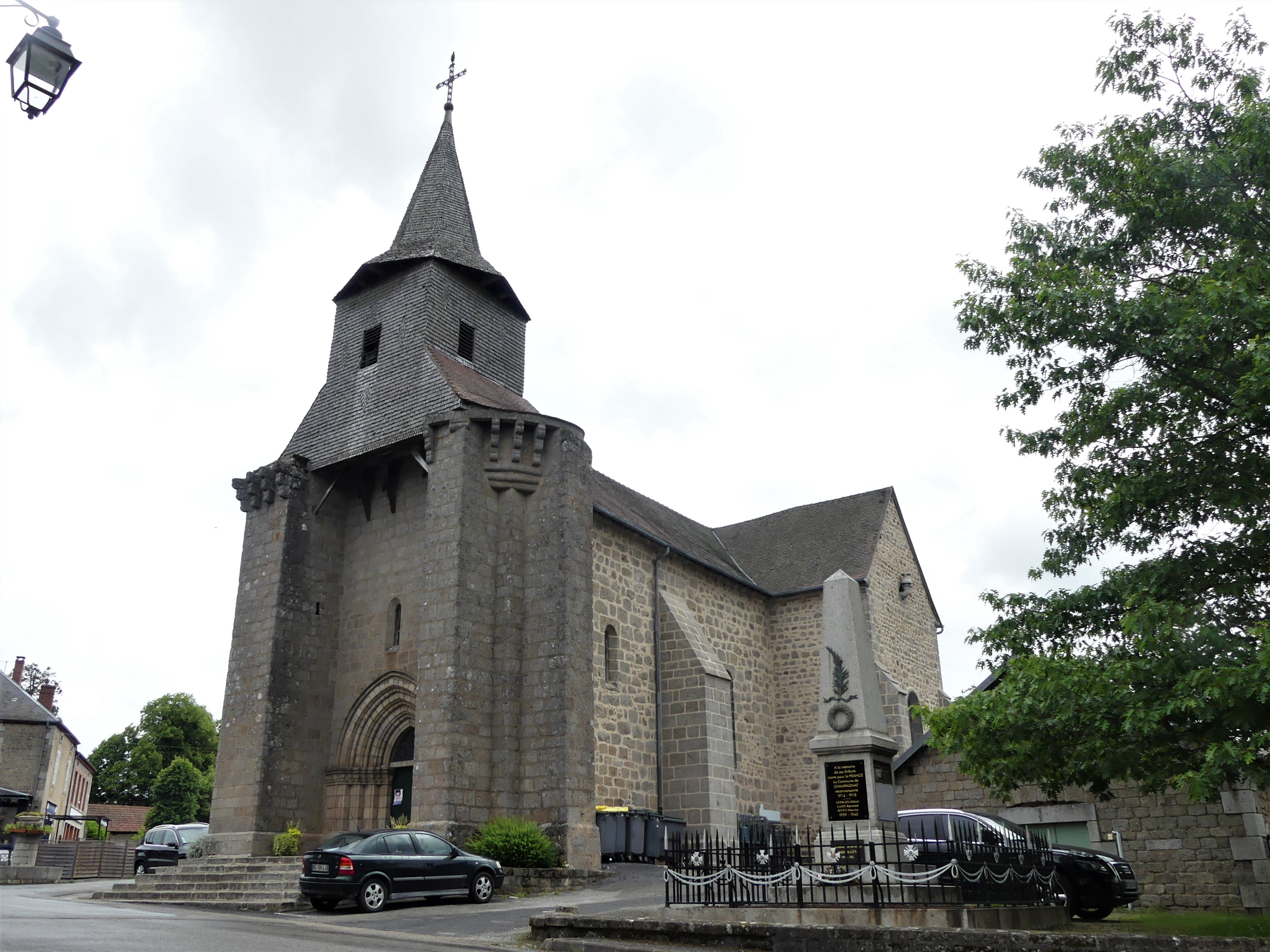
L'église Saint-Martial.
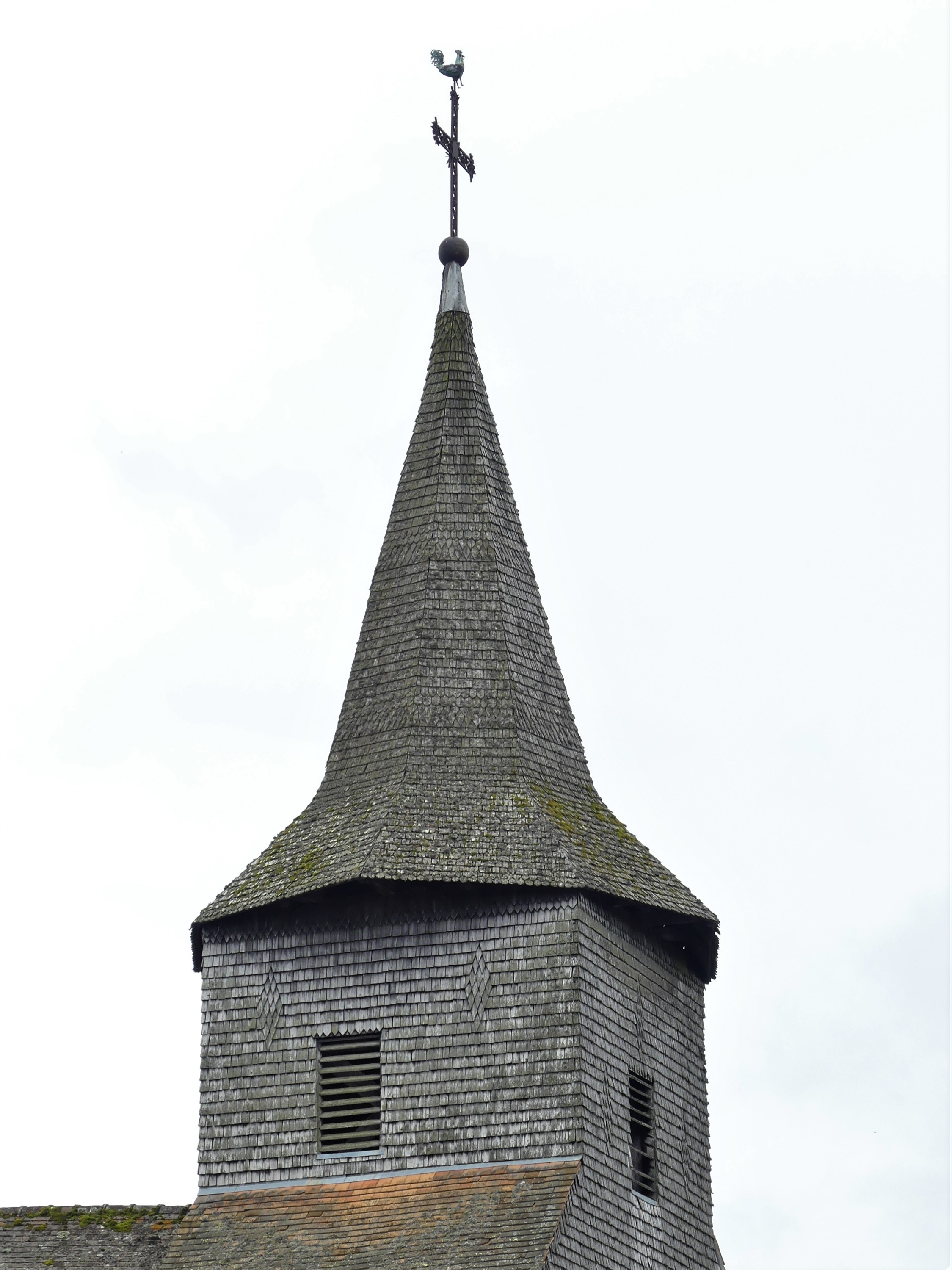
Son clocher recouvert de bardeaux.
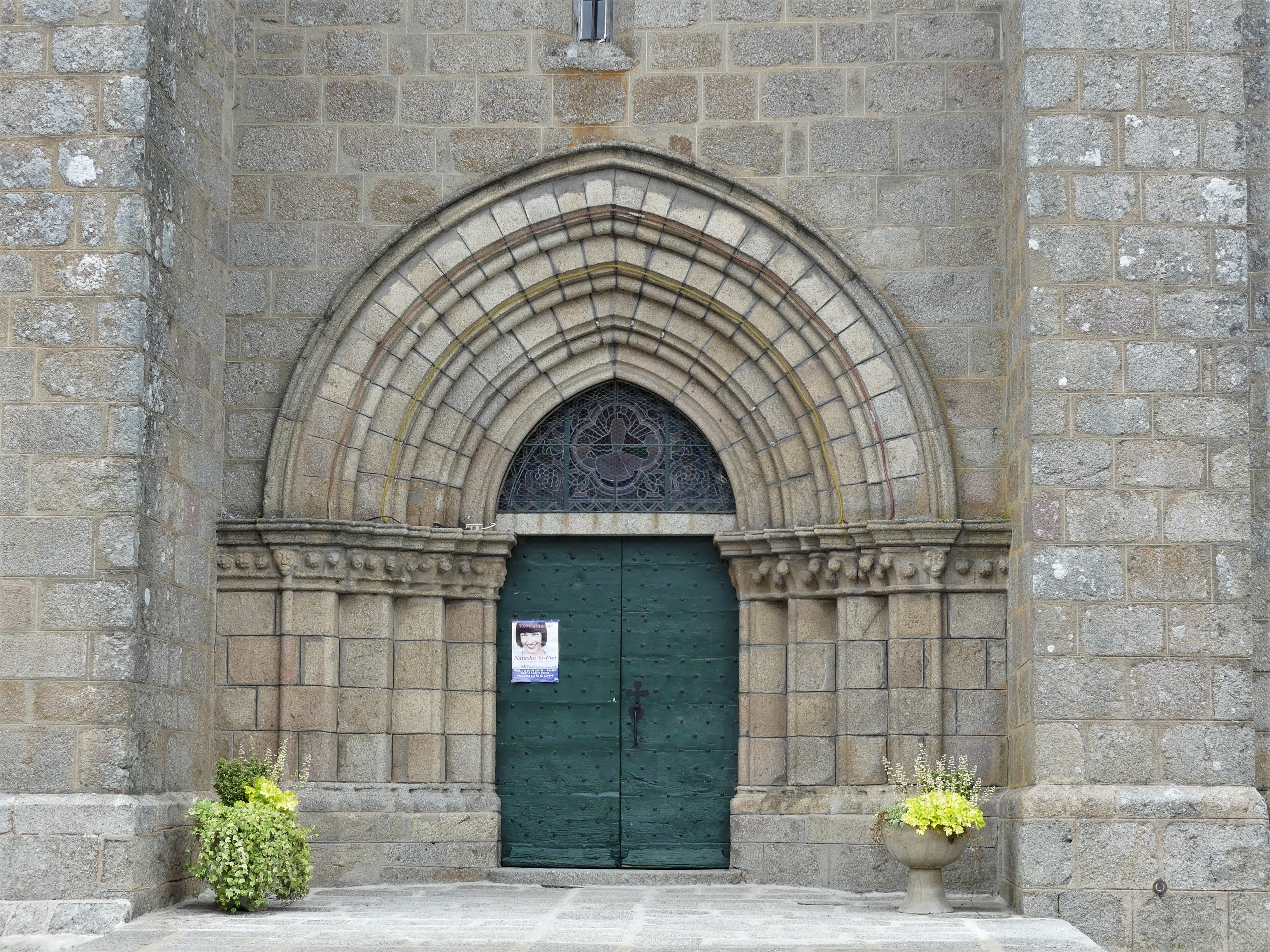
Son portail.
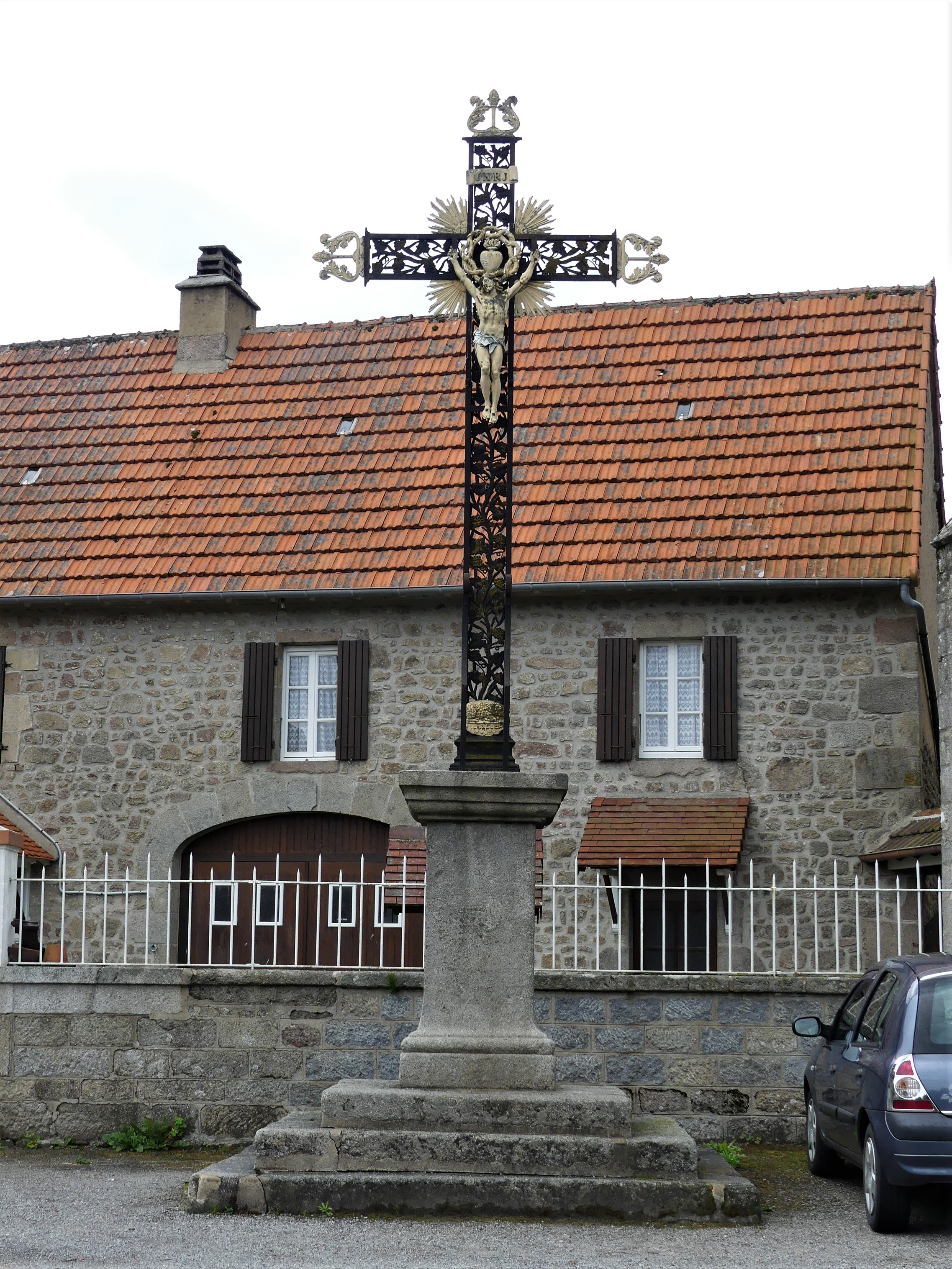
Crucifix dans le bourg.
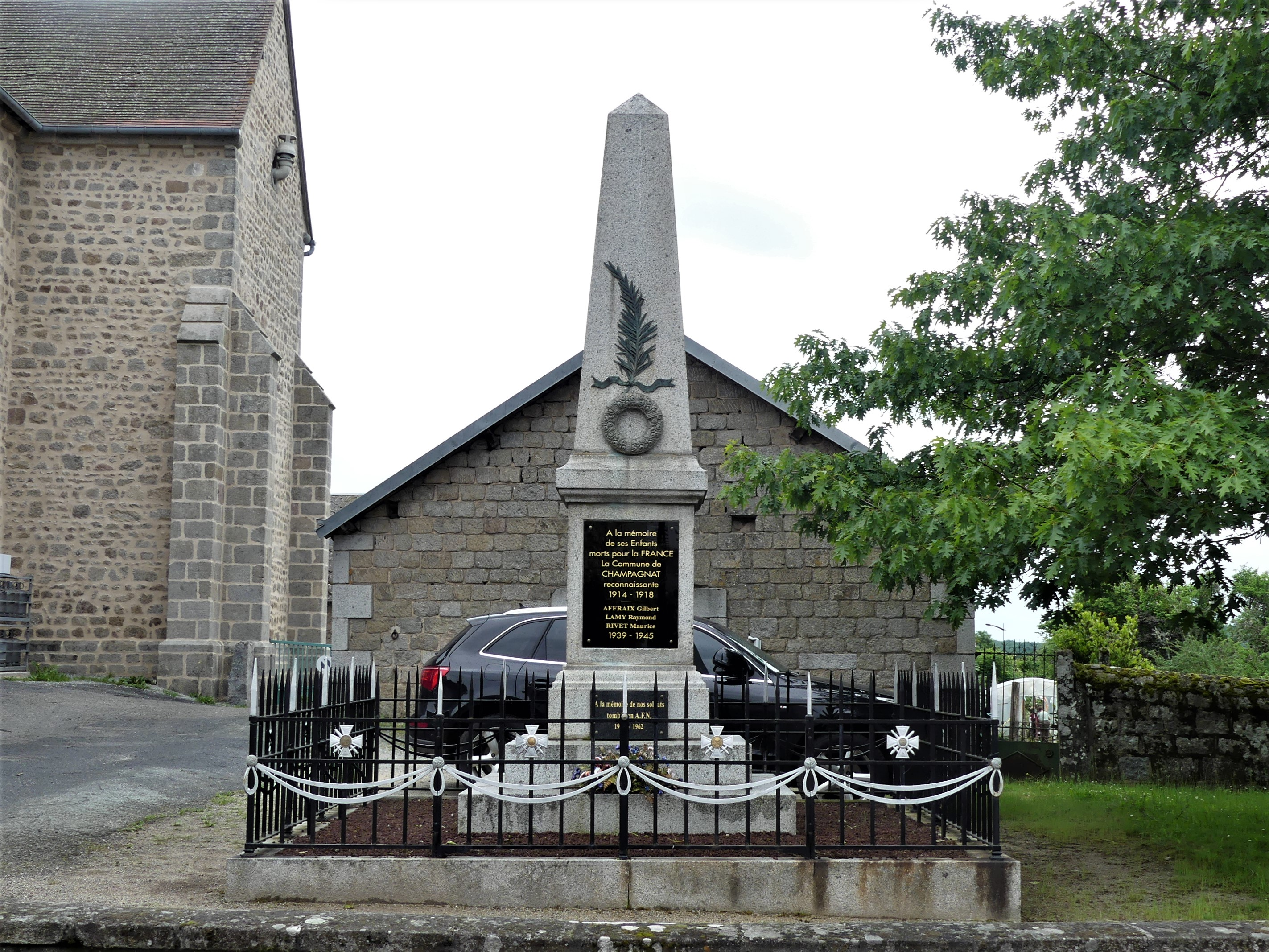
Le monument aux morts.

### Personnalités liées à la commune
La commune est le berceau de la famille maternelle du philosophe Jean Guitton (1901-1999) et de son frère Henri (1904-1992). La famille Bertrand y possédait en effet la propriété de Fournoux[précision nécessaire]. Jean Guitton s'est d'ailleurs retiré dans une maison des environs, modeste chaumière baptisée « La Pensée », au hameau du Deveix, et il est maintenant inhumé dans une chapelle privée sur le terrain de cette propriété. En 1973, il a offert à la commune trois tableaux : l'Accord, l'Enfant et la Lettre, formant un triptyque inscrit au titre des monuments historiques depuis 2010.
Elle est également celui de la famille de l'entrepreneur en bâtiment Philippe Fougerolle (1806-1883) et le village de naissance de François Denhaut (1877-1952), inventeur de l'hydravion à coque.